# Hans Reichle
Hans Reichle est un sculpteur et architecte baroque de Bavière et du Tyrol du Sud, né à Schongau vers 1565–1570, mort à Brixen entre le 22 mars et le 27 août 1642.

## Biographie
Il est le fils du sculpteur Paul Reichle. Il a été un élève de Jean Bologne à Florence entre les années 1587 et 1595. où Il a alors été appelé « Anzireccelle ». Dans une liste des assistants datant de 1591, il est mentionné sous le nom de Giovanni Tedesco.
En 1586, il travaille dans l'atelier de Hubert Gerhard à Munich.
Il a dirigé pendant longtemps un atelier de sculpture à Brixen. Il a vécu à Brixen à partir de 1607 où il a travaillé comme ingénieur et architecte.

## Famille
Il a épousé Emma Mulletin originaire de Brixen.

## Œuvres
- L'incendie de la cathédrale de Pise dans la nuit du 24 octobre 1595 a nécessité de refaire les trois portes. Jean Bologne étant occupé par ailleurs a refusé de prendre la commande mais a accepté de superviser le travail qui a été confié à son atelier et au fondeur Fra Domenico Portigiani. Hans Reichle a participé à la réalisation d'une porte avec le panneau de l'Adoration des bergers.
- Statue de Marie-Madeleine réalisée en 1595, église Saint-Michel de Munich.
- Il a réalisé en 1599 44 statues en terre cuite représentant des membres de la famille de Habsbourg pour la cour de la Hofburg de Brixen (Bressanone) (de).

## Source
- (de) Cet article est partiellement ou en totalité issu de l’article de Wikipédia en allemand intitulé « Hans Reichle » (voir la liste des auteurs).